# 暴露話
暴露話（ばくろばなし）とは、社会一般に知られていない業界や組織内の事情等を暴露した話のこと。

## 概要
暴露される話題は業界や組織が社会的注目が高かったり中身が人間的に醜いものが出て業界や組織についてネガティブな情報であること、社会の関心を引きやすくなる。
当事者しか知りえない情報を他の人に先駆けて発表すると、その人間のジャーナリズムなどでの地位が高まることがある。
暴露話についてまとめた本のことを暴露本（ばくろぼん）と呼ぶ。
ジャーナリストが情報を得て発表する場合、情報提供者の了解が得られていない場合はオフレコとして発表する。